# 盛连喜
盛连喜（1952年—），汉族，中华人民共和国政治人物、第十一届全国政协委员。
加入中国共产党，担任东北师范大学党委书记、博士生导师。2008年，当选第十一届全国政协委员，代表教育界，分入第四十一组。